# Lista de prefeitos de Lages
Esta é a lista de prefeitos e vice-prefeitos do município de Lages, estado brasileiro de Santa Catarina:
| Nº | Nome                                | Partido   | Vice-prefeito                        | Início do mandato       | Fim do mandato          | Observações                                     |
| 1  | João de Castro Nunes                | PRC       | —                                    | 1º de março de 1892     | 18 de junho de 1895     | Superintendente                                 |
| 2  | Vidal Ramos                         | PRC       | —                                    | 17 de junho de 1895     | 28 de junho de 1902     | Superintendente                                 |
| 3  | Belizário Ramos                     | PRC       | —                                    | 29 de julho de 1902     | 31 de dezembro de 1912  | Superintendente                                 |
| —  | Otacílio Costa                      | PRC       | —                                    | 1º de janeiro de 1911   | 7 de agosto de 1914     | Superintendente                                 |
| —  | Aristiliano Ramos                   | PRC       | —                                    | 7 de agosto de 1914     | 31 de dezembro de 1922  | Superintendente                                 |
| 4  | OtacílioCosta                       | PRC       | —                                    | 1º de janeiro de 1923   | 31 de outubro de 1926   | Superintendente                                 |
| 5  | Caetano Costa                       | PRC       | —                                    | 1° de novembro de 1926  | 25 de outubro de 1930   | Superintendente                                 |
| 6  | Octávio Silveira Filho              | PLC       | —                                    | 26 de outubro de 1930   | 7 de setembro de 1932   | Prefeito nomeado                                |
| 7  | Henrique Ramos Jr                   | PLC       | —                                    | 8 de setembro de 1932   | 21 de junho de 1935     | Prefeito nomeado                                |
| —  | João Cruz Jr                        | PLC       | —                                    | 22 de junho de 1935     | 4 de maio de 1936       | Prefeito nomeado                                |
| —  | Henrique Ramos Jr                   | PLC       | —                                    | 5 de maio de 1936       | 1º de novembro de 1937  |                                                 |
| —  | Ewaldo Schaefer                     | PLC       | —                                    | 2 de novembro de 1937   | 4 de janeiro de 1938    | Prefeito nomeado                                |
| 8  | Indalécio Arruda                    | PP        | —                                    | 5 de janeiro de 1938    | 14 de maio de 1941      | Prefeito nomeado                                |
| 9  | Vidal Ramos Jr                      | AL        | —                                    | 16 de junho de 1941     | 28 de outubro de 1945   | Prefeito nomeado                                |
| 10 | Indalécio Arruda                    | PSD       | —                                    | 29 de outubro de 1945   | 31 de janeiro de 1946   | Prefeito nomeado                                |
| 11 | Vidal Ramos Jr                      | PSD       | —                                    | 1º de fevereiro de 1946 | 23 de abril de 1947     | Prefeito eleito                                 |
| —  | Jairo Ramos                         | PSD       | —                                    | 24 de abril de 1947     | 20 de dezembro de 1947  |                                                 |
| —  | Vidal Ramos Jr                      | PSD       | —                                    | 21 de dezembro de 1947  | 31 de janeiro de 1951   |                                                 |
| 12 | Osni de Medeiros Régis              | PSD       | —                                    | janeiro de 1951         | 14 de dezembro de 1954  | Prefeito eleito                                 |
| 13 | Valdo Costa Ávila                   | PSD       | —                                    | 15 de dezembro de 1954  | 1º de fevereiro de 1955 |                                                 |
| 14 | Euclides Granzotto                  | PSD       | —                                    | 2 de fevereiro de 1955  | 31 de janeiro de 1956   | Prefeito eleito                                 |
| 15 | Vidal Ramos Jr                      | PSD       | —                                    | 1º de fevereiro de 1956 | 30 de janeiro de 1961   | Prefeito eleito                                 |
| 16 | Wolni Della Rocca                   | PSD       | —                                    | 31 de janeiro de 1961   | 30 de janeiro de 1966   | Prefeito eleito                                 |
| 17 | Valdo da Costa Ávila                | PSD       | —                                    | 31 de janeiro de 1966   | 1º de dezembro de 1966  | Prefeito eleito falecido durante o mandato      |
| 18 | Nilton Rogério Neves                | PSD       | —                                    | 2 de dezembro de 1966   | 31 de janeiro de 1969   | Interventor nomeado                             |
| 19 | Áureo Vidal Ramos                   | ARENA     | Renato Vieira Valente                | 1º de fevereiro de 1969 | 31 de janeiro de 1973   | Prefeito e vice eleitos em sufrágio universal   |
| 20 | Juarez Furtado                      | MDB       | Dirceu José Carneiro                 | 1º de fevereiro de 1973 | 31 de janeiro de 1977   | Prefeito e vice eleitos em sufrágio universal   |
| 21 | Dirceu Carneiro                     | MDB/PMDB  | Celso Anderson de Souza              | 1º de fevereiro de 1977 | 14 de maio de 1982      | Prefeito e vice eleitos em sufrágio universal   |
| 22 | Celso Anderson de Souza             | PMDB      | —                                    | 15 de maio de 1982      | 31 de janeiro de 1983   | Vice-prefeito eleito no cargo de Prefeito       |
| 23 | Paulo Alberto Duarte                | PDS       | João Cardoso                         | 1º de fevereiro de 1983 | 31 de dezembro de 1988  | Prefeito e vice eleitos em sufrágio universal   |
| 24 | Raimundo Colombo                    | PFL       | Ivan César Ranzolin                  | 1º de janeiro de 1989   | 30 de novembro de 1992  | Prefeito e vice eleitos em sufrágio universal   |
| 25 | Paulo Cesar da Costa                | PFL       | —                                    | 1º de dezembro de 1992  | 31 de dezembro de 1992  | Prefeito interino                               |
| 26 | Fernando Agustini                   | PDT       | Cosme Polese (PMDB)                  | 1º de janeiro de 1993   | 31 de dezembro de 1996  | Prefeito e vice eleitos em sufrágio universal   |
| 27 | Décio da Fonseca Ribeiro            | PDT       | Terezinha B. Fornari Carneiro        | 1º de janeiro de 1997   | 31 de dezembro de 2000  | Prefeito e vice eleitos em sufrágio universal   |
| 28 | Raimundo Colombo                    | PFL       | Renato Nunes de Oliveira (PPB)/(PFL) | 1º de janeiro de 2001   | 31 de dezembro de 2004  | Prefeito e vice eleitos em sufrágio universal   |
| 28 | Raimundo Colombo                    | PFL       | Renato Nunes de Oliveira (PPB)/(PFL) | 1º de janeiro de 2005   | 31 de março de 2006     | Prefeito reeleito, renunciou o cargo            |
| 29 | Renato Nunes de Oliveira            | PP        | —                                    | 1º de abril de 2006     | 31 de dezembro de 2008  | Vice-prefeito eleito no cargo de prefeito       |
| 29 | Renato Nunes de Oliveira            | PP        | Luís Carlos Pinheiro Filho (PSDB)    | 1º de janeiro de 2009   | 31 de dezembro de 2012  | Prefeito e vice eleitos em sufrágio universal   |
| 30 | Elizeu Mattos                       | PMDB      | Antônio Arcanjo Duarte (PPS)         | 1º de janeiro de 2013   | 27 de outubro de 2016   | Prefeito eleito, renunciou o cargo              |
| 31 | Antônio Arcanjo Duarte, Toni Duarte | PPS       | —                                    | 27 de outubro de 2016   | 31 de dezembro de 2016  | Vice-prefeito eleito no cargo de prefeito       |
| 32 | Antônio Ceron                       | PSD       | Juliano Polese Branco (PP)           | 1º de janeiro de 2017   | 31 de dezembro de 2020  | Prefeito e vice eleitos em sufrágio universal   |
| 32 | Antônio Ceron                       | PSD       | Juliano Polese Branco (PP)           | 1º de janeiro de 2021   | 31 de dezembro de 2024  | Prefeito e vice reeleitos em sufrágio universal |
| 33 | Carmen Zanotto                      | Cidadania | Jair Júnior (Podemos)                | 1º de janeiro de 2025   | Atualidade              | Prefeita e vice eleitos em sufrágio universal   |